# Orbita terrestre alta

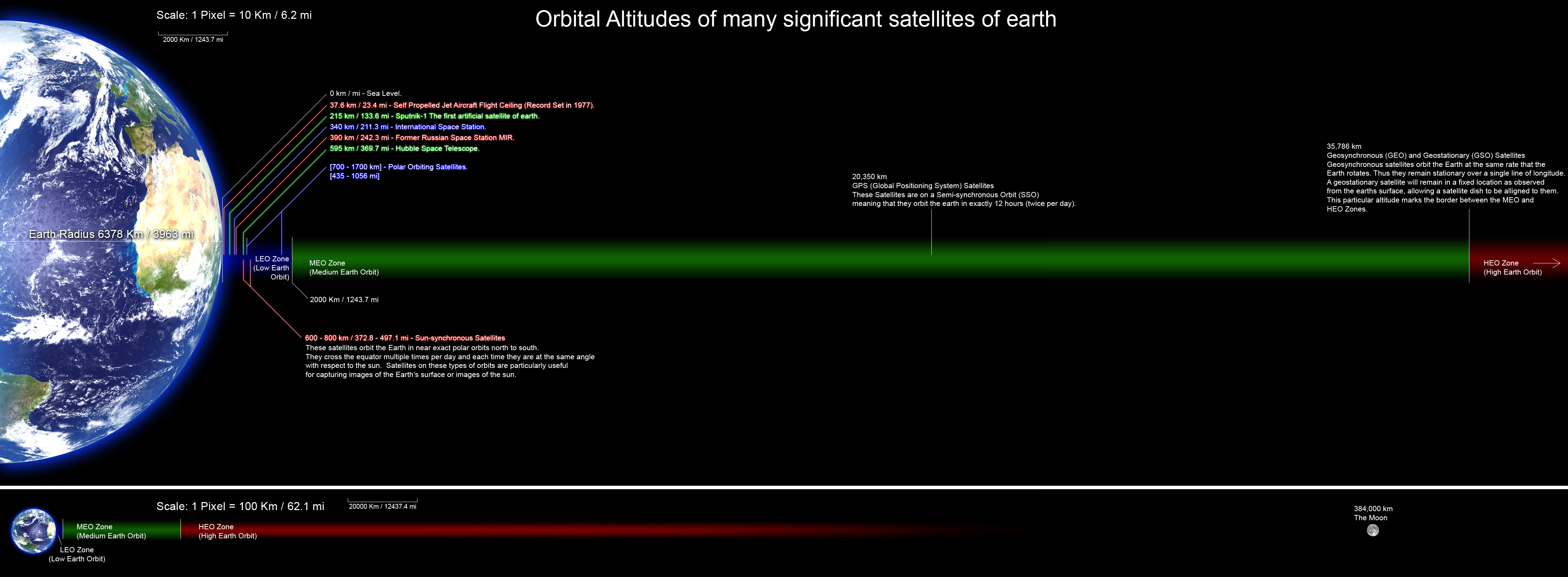
Diagramma nel quale sono rappresentate in scala le regioni corrispondenti alle orbite terrestri basse, medie ed alte.

Nella classificazione convenzionalmente adottata dalla NASA delle orbite geocentriche in base alla loro altitudine, un'orbita terrestre alta (in lingua inglese high Earth orbit) è un'orbita attorno alla Terra il cui perigeo (il punto dell'orbita più vicino al pianeta) si trova ad una distanza pari o superiore a quello di un'orbita geosincrona, ovvero a 35786 km dalla superficie terrestre.
Un'orbita così definita presenta un periodo orbitale pari o superiore al giorno (ovvero al periodo di rotazione della Terra) e il satellite si presenterà stazionario rispetto alla superficie terrestre (nel caso di periodo pari a 24 ore) oppure manifesterà un moto retrogrado apparente, ovvero, con una velocità orbitale inferiore a quella angolare di rotazione della Terra, la sua traccia sulla superficie traslerà progressivamente verso Ovest.
La classificazione per altitudine delle orbite geocentriche è completata dalle orbite terrestri basse e dalle orbite terrestri medie.
In letteratura sono tuttavia presenti anche altre definizioni per l'orbita terrestre alta. Un'altra piuttosto diffusa prevede che essa raggiunga quote superiori a quella delle orbite geosincrone, ovvero che presenti un apogeo (il punto dell'orbita più lontano dal pianeta) superiore alla quota delle orbite geosincrone. Una tale definizione include nella categoria anche le orbite altamente ellittiche, comunemente indicate con l'acronimo HEO.

## Esempio di satelliti in HEO
| Nome                             | NSSDC id. | Data di lancio | Perigeo    | Apogeo     | Periodo      | Inclinazione |
| -------------------------------- | --------- | -------------- | ---------- | ---------- | ------------ | ------------ |
| Vela 1A                          | 1963-039A | 17-10-1963     | 101.925 km | 116.528 km | 108 h 39 min | 37,8°        |
| IBEX                             | 2008-051A | 19-10-2008     | 61.941 km  | 290.906 km | 216 h 3 min  | 16,9°        |
| TESS                             | 2018-038A | 18-04-2018     | 108.000 km | 375.000 km | 328 h 48 min | 37,00°       |
| Chandrayaan-3 (mod. propulsione) | 2023-098B | 14-07-2023     | 115.000 km | 154.000 km | 13 giorni    | 27°          |